# 荒尾市立荒尾海陽中学校
荒尾市立荒尾海陽中学校（あらおしりつ あらおかいようちゅうがっこう）は、熊本県荒尾市荒尾にある市立中学校。2010年4月1日に荒尾市立荒尾第一中学校と荒尾市立荒尾第二中学校が統合して設置された。

## 概要
全校生徒数は平成22年度で800人を超え、荒玉地区では最大の生徒数である。校舎は旧一中の校舎を使用している。
校長は元荒尾第一中学校の校長が引き継いでいる。校歌の作曲は、元荒尾第二中学校の校長が担当した。
全校生徒数は令和2年度には約400に減少した。

## 学校生活
月に一度、『あいさつ運動』を各担当場所で行っている。

### 部活動
運動系は12、文化系は3、合計15の部活動がある。
運動系
- 女子バスケット
- 男子バスケット
- バドミントン
- 野球
- バレーボール
- サッカー
- 硬式テニス
- 陸上
- 剣道
- ラグビー

文化系
- 吹奏楽
- 茶道
- 美術